# الحبيل (ملحان)

تعديل مصدري - تعديل

الحبيل هي إحدى قرى عزلة العمارية بمديرية ملحان التابعة لمحافظة المحويت، بلغ تعداد سكانها 129 نسمة حسب تعداد اليمن لعام 2004.